# هاتشيجو-كوجيما
هاتشيجو-كوجيما (باليايانية: 八丈 小島) هي جزيرة صحراوية بركانية صغيرة، تقع في بحر الفلبين على بعد 287 كم (178 ميلًا) جنوب طوكيو و7.5 كم (4.7 ميل) غرب جزيرة هاتشيجو-جيما، في شمال أرخبيل إيزو، باليابان. تتبع الجزيرة إداريًا بلدة هاتشيجو، محافظة طوكيو.

## موقعها الجغرافي
تقع هاتشيجو-كوجيما في نفس الاتجاه الشمالي الغربي إلى الجنوب الشرقي لجزيرة هاتشيجو-جيما وتحيط بها منحدرات عالية. قمة الجزيرة هي جبل تايهي-زان (太平山) بارتفاع 616.8 م (2024 قدمًا). تقع الجزيرة ضمن تيار كوروشيو، وتتميز المنطقة بحياة بحرية وفيرة وتشتهر بممارسة الصيد الرياضي وغوص السكوبا.

## تاريخها

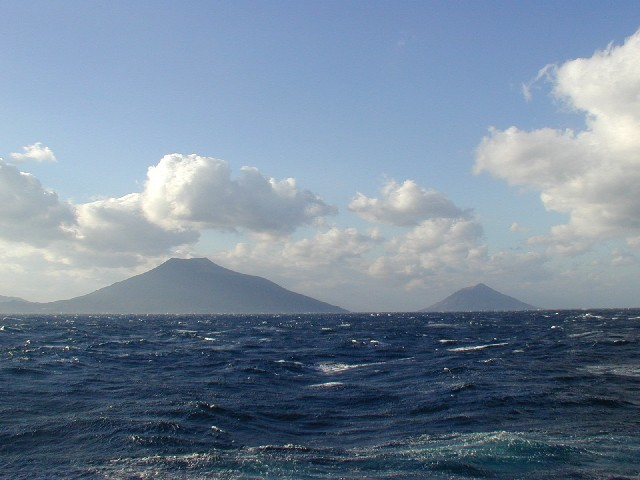
هاتشيجو-جيما

خلال فترة هييآن، نُفيّ ميناموتو نو تاميتومو إلى إيزو أوشيما بعد تمرد فاشل، لكن وفقًا لرواية شبه أسطورية، هرب تاميتومو إلى هاتشيجو-جيما، حيث حاول إنشاء مملكة مستقلة، وبنى قلعته على جزيرة هاتشيجو-كوجيما التي يسهل الدفاع عنها. وعلى الرغم من أنه لم يمكن التحقق من الأسطورة بالأدلة التاريخية أو الأثرية، فإن هاتشيجو-كوجيما كانت مأهولًا بالسكان منذ فترة موروماتشي على الأقل. وكما هو الحال مع هاتشيجو-جيما المجاورة، خلال فترة إيدو، كانت الجزيرة مكانًا لنفي المحكوم عليهم. نظرًا لأن المضيق الذي يفصل هاتشيجو-كوجيما عن هاتشيجو-جيما به تيار قوي يمنع الهروب بواسطة القوارب أو السباحة، فقد سُجنّ المجرمين الأكثر خطورة في الجزيرة. وانتهى استخدامها كسجن في فترة ميجي. خلال هذا الوقت، كانت هناك قريتان صغيرتان في الجزيرة هما: توريوتشي (鳥 打) في الشمال الشرقي وأوتسوكي (宇津木) في الجنوب الغربي. أصبحت هذه القرى جزءًا من بلدة هاتشيجو في 1955. وبلغ عدد السكان ذروته بنحو 513 نسمة في فترة ميجي ولكن بحلول 1955 تقلص عدد السكان إلى 50 نسمة فقط. في 1965، صوت السكان الباقون على التخلي عن الجزيرة، مُشيرين إلى نقص الخدمات العامة الأساسية (بما في ذلك الكهرباء والرعاية الصحية والمدارس) وعدم قدرة الجزيرة على دعم أكثر من نمط حياة أساسي للغاية. ومنذ 1969 لم يعد هناك سكان على هاتشيجو-كوجيما، عندما غادرت المجموعة الأخيرة من السكان المكونة من 31 شخصًا الجزيرة.

## وصلات خارجية
- Entry at Oceandots.com على موقع واي باك مشين (نسخة محفوظة December 23, 2010)